# 玫胸斑雀
玫胸斑雀（学名：Hypargos margaritatus），是梅花雀科斑雀属的一种，分布于南非、斯威士兰和莫桑比克。全球活动范围约为156,000平方千米。该物种的保护状况被评为无危。
玫胸斑雀的平均体重约为12.8克。栖息地包括亚热带或热带的（低地）湿润疏灌丛和干燥的稀树草原。